# Стожне (Олецький повіт)
Стожне (пол. Stożne, нім. Stosnau; until 1938: Stoosznen) — село в Польщі, у гміні Ковале-Олецьке Олецького повіту Вармінсько-Мазурського воєводства.
Населення — 353 особи (2011).
У 1975-1998 роках село належало до Сувальського воєводства.

## Демографія
Демографічна структура станом на 31 березня 2011 року:
|          | Загалом | Допрацездатний вік | Працездатний вік | Постпрацездатний вік |
| -------- | ------- | ------------------ | ---------------- | -------------------- |
| Чоловіки | 176     | 40                 | 128              | 8                    |
| Жінки    | 177     | 48                 | 94               | 35                   |
| Разом    | 353     | 88                 | 222              | 43                   |